# Dassault Mirage 4000
Dassault Mirage 4000 a fost prototipul unui avion de interceptare supersonic francez cu aripă delta. Designul se baza pe modelul Mirage 2000, însă avea 2 motoare, aripi canard. Avionul a zburat pentru prima dată în 1979.